# Europeiska Donaukommissionen
Europeiska Donaukommissionen var en internationell kommission, som inrättades enligt bestämmelse i freden i Paris 1856. Kommissionen bestod från början av ombud för Frankrike, Storbritannien, Österrike, Ryssland, Tyskland, Italien och Osmanska riket. Den residerade i Galați och hade att sörja för alla sådana arbeten, som var nödvändiga för sjöfarten på Donau från mynningen till Isaccea, vilken sträcka förklarades neutral. Genom Berlinfördraget av den 13 juli 1878 blev det neutrala området av Donau utsträckt till Järnporten, och en plats i kommissionen inrymdes även åt Rumänien. På en Donaukonferens i London beslöts den 10 mars 1883, att kommissionen skulle fungera till 24 april 1904. 
År 1904 förlängdes emellertid mandatet, men vid första världskrigets utbrott upphörde det att fungera. Genom Versaillesfreden 1919 bestämdes, att den åter skulle utöva samma rättigheter som före kriget, men att tills vidare endast ombud för Frankrike, Storbritannien, Italien och Rumänien skulle ha säte där. Vidare stadgades att, när denna europeiska Donaukommissions mandat upphörde, floden Donau, vars internationalisering i traktaten utsträcktes till Ulm, skulle ställas under förvaltning av en ny internationell Donaukommission, sammansatt av "två representanter för de tyska strandstaterna, en representant för var och en av de övriga strandstaterna och en representant för var och en av de i framtiden i Europeiska Donaukommissionen företrädda icke-strandstaterna". Om några av dessa representanter ännu vid fredsfördragets ikraftträdande ej hunnit utnämnas, så skulle dock kommissionens beslut vara rättsgiltiga. Både Europeiska Donaukommissionen och Internationella Donaukommissionen upplöstes 1940 av tyskarna och ersattes efter andra världskriget (1948) av Donaukommissionen.
Kommissionen hade sin egen flagga, som bestod av fem horisontella ränder: rött, vitt, blått, vitt, rött. I den blå randen lästes bokstäverna C.E.D. (Commission européenne du Danube).